# Vitalij Kanevskij
Vitalij Evgen'evič Kanevskij (in russo Вита́лий Евге́ньевич Кане́вский?; Partizansk, 4 settembre 1935) è un regista e sceneggiatore russo.

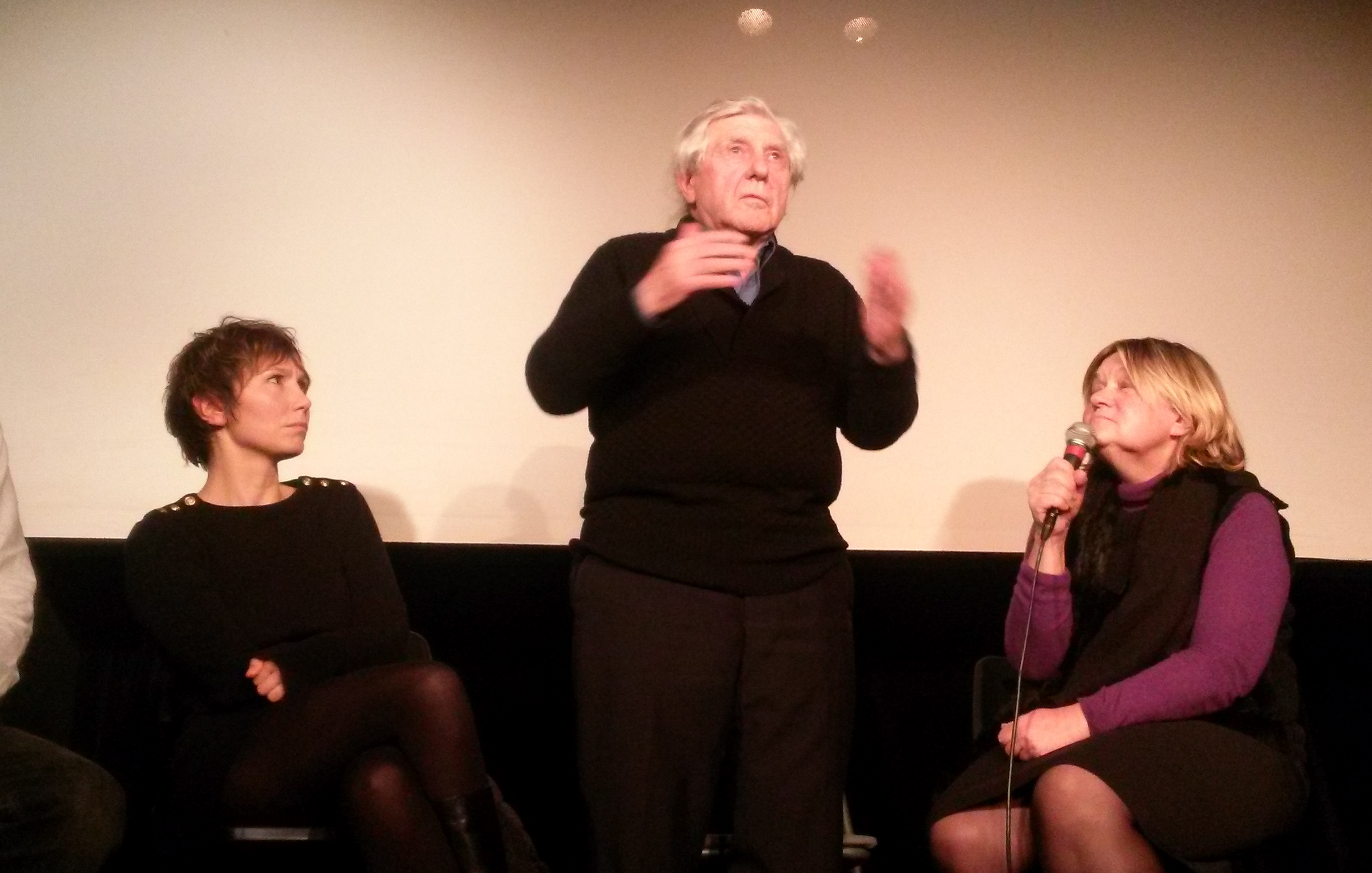

Nel 1991 il suo film Una vita indipendente ha vinto il Premio della giuria al Festival di Cannes.

## Filmografia parziale
- Po sekretu vsemu svetu (1977)
- Derevenskaja istorija (1981)
- Sta' fermo, muori e resuscita (Zamri, umri, voskresni!) (1989)
- Una vita indipendente (Samstoyatelnaya zhizn) (1992)
- Nous, les enfants du xxème siècle (1994)
- KTO Bolche (2000)
- Da Cannes alle sbarre - Una testimonianza di Pavel Nazarov (2010)